# أثناسيوس نانوبولوس
أثناسيوس نانوبولوس (1911 – 1992) هو مبارز بالسيف يوناني راحل، مثّل بلاده في الألعاب الأولمبية الصيفية 1948.

## روابط خارجية
أثناسيوس نانوبولوس على موقع أوليمبيديا (الإنجليزية)